# 게타노미야촌
게타노미야촌(気多宮村)은 후쿠시마현 가와누마군에 있던 촌이다. 현재으 아이즈반게정 게타노미야에 해당한다.

## 역사
- 1889년 4월 1일 - 정촌제 시행에 의해 게타노미야촌 단독으로 자치체를 형성하였다.
- 1923년 4월 1일 - 도데라촌, 사카모토촌, 니다테촌, 후나스기촌과 합병해 야와타촌이 성립하여, 동일 게타노미야이 폐지되었다.

## 교통

### 철도노선
현재는 구 촌역이 다다미선이 통과하지만 당시엔 미개통이였다. 게타노미야촌에 개설되었다.

### 도로
- 아이즈 가도 (구:국도 49호선 (일부는 후쿠시마 현도 제43호선이 통과한다.)

## 참고문헌
- 角川日本地名大辞典 7 福島県